# Can Tibau (Montblanc)
Can Tibau és una obra de Montblanc (Conca de Barberà) inclosa a l'Inventari del Patrimoni Arquitectònic de Catalunya.

## Descripció
Dins el tramat urbà de Lilla, aquestes dos cases són les més representatives de l'arquitectura del segle passat. Lilla ha sofert en els darrers anys un important procés d'abandonament i al mateix temps de construcció d'habitatges de segona residència que ha fet desaparèixer les construccions d'aquest tipus. Tots dos habitatges presenten la típica estructura de tres plantes i terrat amb la planta baixa dedicada a magatzem i les altres a habitatge.